# Календар избора 2007.
Календар избора 2007. је списак непосредних државних избора и референдума у свету у 2007. години.

## Јануар
- 21. јануар: Србија - Народна скупштина
- 21. јануар: Мауританија - Сенат
- 22. јануар: Бангладеш - Парламент
- 25. јануар: Гамбија - Парламент

## Фебруар
- 11. фебруар: Туркменистан - Председник
- 17. фебруар: Лесото - Народна скупштина
- 25. фебруар: Сенегал - Парламент и Председник

## Март
- 4. март: Естонија - Парламент
- 4. март: Абхазија - Парламент
- 7. март: Северна Ирска - Скупштина
- 11. март: Мауританија - Председник
- 18. март: Финска - Парламент
- 25. март: Бенин - Народна скупштина
- март: Сирија - Парламент
- март: Хонгконг - Шеф администрације
- март: Катар - Консултациона скупштина

## Април
- 21. април: Нигерија - Парламент и Председник
- 22. април: Француска - Председник (1. круг)
- 22. април: Валис и Футуна - Територијална скупштина
- 21. април: Мали - Председник (1. круг)
- април: Алжир - Парламент
- април: Чад - Парламент
- април: Источни Тимор - Парламент и Председник
- април: Острва Туркс и Каикос - Парламент

## Мај
- 3. мај: Шкотска - Парламент
- 3. мај: Велс - Скупштина
- 6. мај: Француска - Председник (2. круг)
- 12. мај: Исланд - Парламент
- 13. мај: Мали - Председник (2. круг)
- 13. мај: Румунија - Парламент
- 14. мај: Филипини - Парламент
- пре 17. маја: Ирска - Парламент
- мај: Јерменија - Парламент
- мај: Буркина Фасо - Народна скупштина
- мај: Бугарска - Парламент
- мај: Турска - Председник

## Јун
- 10. јун и 17. јун: Француска - Народна скупштина
- 20. јун: Того - Парламент
- 24. јун: Белгија - Парламент
- јун: Непал - Уставотворна скупштина
- јун: Папуа Нова Гвинеја - Парламент

## Јул
- 1. јул: Мали - Парламент (1. круг)
- 28. јул: Сијера Леоне - Парламент и Председник
- 29. јул: Мали - Парламент (2. круг)
- јул: Сирија - Председник

## Август
- 6. август: Боливија - референдум о Уставу

## Октобар
- 28. октобар: Аргентина - Парламент и Председник
- октобар: Швајцарска - Парламент
- октобар: Науру - Парламент

## Новембар
- 1. новембар: Гватемала - Парламент и Председник
- 4. новембар: Турска - Парламент
- 25. новембар: Хрватска - Сабор

## Децембар
- 2. децембар: Словенија - Председник
- 2. децембар: Русија - Дума
- 25. децембар: Узбекистан - Председник
- децембар: Кенија - Парламент и Председник
- децембар: Јужна Кореја - Председник
- децембар: Кина - Парламент